# Андреа Паркер
Андреа Ніколь Паркер (англ. Andrea Parker, нар. 8 березня, 1970, Монтерей, Каліфорнія, США) — американська акторка і танцюристка. Відома ролями в телесеріалі «Удавальник» 1996 р., Лідії в шоу «Клава, давай!» та Джейн у «Відчайдушних домогосподарках».

## Життєпис
Андреа — корінна каліфорнійка, найстарша в сім'ї із чотирьох дітей. У 6-річному віці займалася балетом, присвячуючи тренуванням цілі дні. Виступала з балетною програмою в Нью-Йорку, Сан-Франциско, Клівленді. Тяжка робота була винагороджена, коли у 15-річному віці приєдналася до трупи балету Сан-Франциско, разом з якою виступала у Метрополітен Опера Хаус. Повернувшись через три роки до Каліфорнії, Андреа розпочала кар'єру як сучасна танцюристка, що з'являється у відео та комерційних шоу, демонстраціях мод. Потім закінчила п'ятирічне навчання акторській майстерності.

## Кар'єра
У 1988 році отримала першу роль у фільмі «Губи напрокат», в якому виступала здебільшого як танцюристка. Наступного року також брала участь у проєктах як танцюристка, серед яких була комедія «Земні дівчата легко доступні» та серіал «Одружені… та з дітьми». У 1992 році з'явилася в епізоді серіалу «Сайнфелд», а також зіграла в комедії «Гола правда». Грала на сцені, з'являлася в епізодичних ролях у таких серіалах і фільмах, як «Пригоди Бріско Каунті-молодшого», «Як у кіно», «Еллен», «Вона написала вбивство». У 1994 році з'явилася в серіалі «Швидка допомога» у ролі Лінди Фаррелл, у якому знялася у 10 епізодах. У 1995 році отримала роль у серіалі «Військово-юридична служба», в якому знімалася з 1995 по 2001 роки. Але найбільшу популярність приніс серіал Удавальник, в якому акторка пропрацювала 4 роки. 2002 року отримала роль Лідії Вестон у комедійному серіалі «Клава, давай!». З 2011 по 2012 рік Паркер неодноразово виконувала роль Джейн Карлсон у серіалі ABC «Відчайдушні домогосподарки». Пізніше вона знялася в пілотній драмі NBC «Красиві люди» і приєдналася до акторського складу сімейного серіалу ABC «Милі ошуканки».

## Фільмографія
| Рік       |   | Українська назва                | Оригінальна назва                    | Роль                             |
| --------- | - | ------------------------------- | ------------------------------------ | -------------------------------- |
| 1988      | ф | Губи напрокат                   | Rented Lips                          | Танцюристка                      |
| 1988      | ф | Земні дівчата легкодоступні     | Earth Girls Are Easy                 | Танцюристка                      |
| 1989      | с | Одружені... та з дітьми         | Married with Children                | Танцюристка                      |
| 1992      | ф | Гола правда                     | Naked Truth                          | Міс Франц                        |
| 1992      | с | Сайнфелд                        | Seinfeld                             | Медсестра                        |
| 1993      | с | Голова германа                  | Herman's Head                        | Гітер                            |
| 1993      | с | Пригоди Бріско Каунті-молодшого | The Adventures of Brisco County Jr.  | Рита Авнет                       |
| 1994      | ф | Картина смерті                  | Brush with Death                     | Коллін                           |
| 1994      | с | Еллен                           | Еллен                                | Джоанна                          |
| 1995      | с | Як у кіно                       | Як у кіно                            | Dream On                         |
| 1994—1995 | с | Швидка допомога                 | ER                                   | Лінда Фаррелл                    |
| 1995—2001 | с | Військово-юридична служба       | JAG                                  | Лейтенантка Кейтлін Пайк         |
| 1996      | с | Вона написала вбивство          | Murder, She Wrote                    | Енн Ларкін                       |
| 1996—2000 | с | Удавальник                      | Pretender                            | Міс Паркер                       |
| 2000      | ф | Delicate Instruments            | Delicate Instruments                 | Докторка Енн Гарпер              |
| 2001      | ф | Удавальник: 2001                | Pretender 2001                       | Міс Паркер / Кетрін Паркер       |
| 2001      | ф | Удавальник: Острів привидів     | The Pretender: Island of the Haunted | Міс Паркер                       |
| 2002      | с | Перший понеділок                | First Monday                         | Агентка ФБР Доусон               |
| 2002—2006 | с | Клава, давай!                   | Less Than Perfect                    | Лідія Вестон                     |
| 2005      | с | Секрети на кухні                | Kitchen Confidential                 | Сюзі                             |
| 2006      | с | Допоможи мені, допоможи собі    | Help Me Help You                     | Криста                           |
| 2008      | с | Менталіст                       | The Mentalist                        | Енн Меєр                         |
| 2009      | с | Мене звати Ерл                  | My Name is Earl                      |                                  |
| 2009      | с | Місце злочину: Маямі            | CSI: Miamil                          | Еллісон Баргесс                  |
| 2010—2017 | с | Милі ошуканки                   | Pretty Little Liars                  | Джесіка ДіЛаурентіс / Мері Дрейк |
| 2011—2012 | с | Відчайдушні домогосподарки      | Desperate Housewives                 | Джейн Карлсон                    |
| 2011      | с | Форс-мажори                     | Suits                                | Торі                             |
| 2012      | ф | Гарні люди                      | Beautiful People                     | Роберта                          |
| 2012      | с | Загальна справа                 | Common Law                           | Лора                             |
| 2014—2015 | с | Червоні браслети                | Red Band Society                     | Сара Содерс                      |

## Нагороди та номінації
| Рік  | Нагорода                     | Категорія                              | Номінована робота | Результат |
| ---- | ---------------------------- | -------------------------------------- | ----------------- | --------- |
| 1999 | Супутник                     | Найкраща акторка в серіалі, драма      | Претендент        | Номінація |
| 2005 | Women's Image Network Awards | Найкраща акторка в комедійному серіалі | Менш ніж ідеально | Перемога  |